# Trichonta arentina
Trichonta arentina är en tvåvingeart som beskrevs av Duret 1979. Trichonta arentina ingår i släktet Trichonta och familjen svampmyggor. Inga underarter finns listade i Catalogue of Life.